# Red River Station
Red River Station è una città fantasma degli Stati Uniti d'America della contea di Montague nello Stato del Texas.
Red River Station era una piccola comunità rurale nella parte centro-nord della contea di Montague, due miglia a sud del Red River, sul Salt Creek.